# Hjalmar Möllers bokhandel
Hjalmar Möllers bokhandel är en bokhandel i Kristianstad.
Bokhandeln grundades 1835 av Jonas Centervall. Den Centervallska bokhandeln övertogs 1849 av Herman Lang när han blev Svenska bokförläggareföreningens kommissionär.
Den 21 september 1864 övertogs kommissionärskapet och bokhandeln av Hjalmar Möller. Lang fortsatte dock driva bokhandel en tid efter detta. Under Möller ökade bokhandelns omsättning och han drev även förlag och boktryckeri och gav ut tidningen Nya Skånska Posten. Våren 1869 flyttade Möller bokhandeln till nya hus som han låtit uppföra vid Lilla torgs norra sida.
Den 1 februari 1886 fick Möller ta över Gleerupska universitetsbokhandeln och bokhandeln i Kristianstad såldes till Johan Emil Winqvist. Namnet Hjalmar Möllers bokhandel behölls. Winqvist efterträddes 1895 av Fritz W. Remahl.
En senare ägare var Ivar Örninge. Örninge sålde den 1 september 1967 bokhandeln till Erik Nordström. Under Nordströms ägarskap flyttades bokhandeln till Västra Storgatan 37 runt 1980.
Sedermera kom bokhandeln att ägas av Lundins bokhandel i Karlskrona. År 2000 köptes bokhandel av familjen Killberg som även ägde Killbergs bokhandel i Helsingborg. Den blev även en del av kedjan Bokia som senare blev Akademibokhandeln.